# Étudiants Bien Branchés
Pour les articles homonymes, voir EBB.
 (septembre 2022).
Étudiants Bien Branchés (EBB) est un programme fédéral d'Industrie Canada.
C'est une manière originale de faciliter la diffusion des technologies de l'information dans la société. L'idée est de demander à des étudiants en technologie de l'information de former la population aux différents domaines du Web gratuitement ou de façon peu coûteuse.

## Ces principales clientèles
- Les aînés,

- les individus désirant améliorer leurs connaissances et/ou compétences, comme apprendre à rédiger un blog.
- Les entrepreneurs de PME, bien souvent, qui ne peuvent facilement payer le prix des formations exigées par les professionnels du domaine ou qui simplement désirent "se faire une tête" sur le commerce électronique.

Autre avantage, ce programme permet à des étudiants d'obtenir un emploi dans leur domaine d'études, tout en apprenant à réaliser des performances orales devant des auditoires variés.
Ce programme est un partenariat entre Industrie Canada et les collèges et universités du Canada. Pour le Québec, les établissements engagés dans le projet sont :
- Le Cégep Saint Hyacinthe
- Le Cégep de Jonquière
- L'École des Hautes Études Commerciales
- La cité collégiale (Ottawa et Outaouais)

## Les principaux programmes proposés
Pour les aînés :
- Informatique de base,
- Introduction à Internet,
- Communiquer en direct,
- Le commerce électronique et vous

Pour les entrepreneurs :
- Informatique de base,
- Introduction à Internet,
- Courrier électronique
- Applications Internet
- Internet pour les entreprises
- Transactions en ligne

Bien que la thématique des enseignements soit donnée par le palier fédéral, chaque section provinciale de EBB a développé ses cadres d'apprentissage et ses contenus propres. Par exemple l'antenne de Montréal a opté pour des conférences courtes pour les entrepreneurs bien souvent pressés et des formations à la journée pour les individus.